# شيخ حسين (مقاطعة تشرام)
شيخ حسين (بالفارسية: شیخ حسین) هي قرية تقع في قسم الغتشين الريفي (مقاطعة تشرام) في إيران. يقدر عدد سكانها بـ 590 نسمة بحسب إحصاء 2016.